# Bobrów (Słowacja)
Bobrów (słow. Bobrov) – wieś (obec) w północnej Słowacji, w powiecie Namiestów, w kraju żylińskim.
Pierwsza wzmianka o miejscowości pochodzi z mapy Górnej Orawy z 1550 roku, jest ona na niej zaznaczona pod nazwą Dubrowes. W dokumentach podatkowych z 1564 roku jest już wymieniona jako Bobrowa.